# Ningyoïta
La ningyoïta és un mineral de la classe dels fosfats. Rep el nom de la seva localitat tipus: la mina Ningyo-toge, al Japó.

## Característiques
La ningyoïta és un fosfat de fórmula química CaU(PO₄)₂·1-2H₂O. Es tracta d'una espècie aprovada per l'Associació Mineralògica Internacional, i publicada per primera vegada el 1959. Cristal·litza en el sistema ortoròmbic. La seva duresa a l'escala de Mohs es troba entre 3 i 4.
Segons la classificació de Nickel-Strunz, la ningyoïta pertany a «02.CJ: Fosfats sense anions addicionals, amb H₂O, només amb cations de mida gran» juntament amb els següents minerals: estercorita, mundrabil·laïta, swaknoïta, nabafita, nastrofita, haidingerita, vladimirita, ferrarisita, machatschkiïta, faunouxita, rauenthalita, brockita, grayita, rabdofana-(Ce), rabdofana-(La), rabdofana-(Nd), tristramita, smirnovskita, ardealita, brushita, churchita-(Y), farmacolita, churchita-(Nd), mcnearita, dorfmanita, sincosita, bariosincosita, catalanoïta i guerinita.

## Formació i jaciments
Va ser descoberta a la mina Ningyo-toge, a la prefectura de Tottori (Chugoku, Japó). També ha estat descrita en altres indrets propers, així com a Austràlia, el Canadà, França, la República Txeca, Bulgària, Polònia, Turquia, el Gabon, el Kazakhstan, Uzbekistan i Rússia.